# Honorat II de Savoie
Honorat II de Savoie, vers 1511 et mort en 1580, est un noble issu de la branche des Savoie-Tende, fait marquis de Villars par le duc de Savoie, aussi maréchal et amiral de France.

## Biographie

### Origines
Honorat, parfois dit Honoré de Villars, est le fils de René de Savoie, dit le Bâtard de Savoie, comte de Villars, Grand Maître de France, et d'Anne Lascaris, comtesse de Tende,. Lors de la rédaction de son testament le 4 juin 1511, René de Savoie ne fait pas mention de ce fils. Honorat est donc né après cette date,.

### Un seigneur français
Sa première mention est faite lors d'une donation du roi de France, en 1524. À cette occasion, il reçoit donc les seigneuries de Sainte-Menehould, de Passavant et de Vassy. Quatre ans plus tard, on le retrouve mentionné dans une transaction en date du 11 mai 1528, aux côtés de son frère, Claude, à propos de son mariage.
Le 25 août 1531, il obtient l'investiture du comté de Villars, par le duc de Savoie. Cet acte indique que Honorat doit être majeur. Il s'engage dans une carrière militaire. En 1536, il participe à la « campagne en Picardie », au cours de laquelle les troupes de Charles Quint assiègent de Péronne. L'année suivante, on le retrouve auprès de l'amiral Annebault.
En 1540, il épouse Jeanne-Françoise de Foix († 1542), de la maison de Grailly, unique fille et héritière d'Alain de Foix-Candale, vicomte de Castillon, et de Françoise de Montpezat, baronne d'Aiguillon. Elle lui apporte en dot la vicomté de Castillon-sur-Dordogne, les baronnies de Montpezat, Aiguillon, Madaillan, Sainte-Livrade (à l'origine du duché d'Aiguillon, créé en 1599 pour Henri de Mayenne, fils d'Henriette de Savoie-Villars). Ils ont une seule fille, Henriette de Savoie-Villars († 1611). La dame de Foix est la cousine germaine de Françoise de Foix-Candale, seconde épouse de Claude de Savoie, frère aîné d'Honorat II et père — par sa première union avec Marie de Chabannes — d'Honoré/Honorat Ier et Renée.
Il accompagna Henri II dans son voyage de Lorraine en 1552 et l’année suivante secourut la ville de Hesdin assiégée par le prince de Piémont. Il fut blessé à la bataille de Saint-Quentin le 10 août 1557, ce qui ne l’empêcha pas de faire entrer du secours dans Corbie assiégé par les Espagnols.
Il accompagna le roi Charles IX dans son grand tour de France, et assista à l’Assemblée des Grands de France tenue à Moulins l’année suivante. Il déploya beaucoup de zèle contre les Huguenots, combattit à Saint-Denis et à Moncontour.
En 1565, la seigneurie de Villars est érigée à son bénéfice en marquisat par son cousin, le duc de Savoie,, souverain de la dite terre. Nommé en 1570 par Charles IX, il succède à Blaise de Monluc le 4 janvier 1571 dans la lieutenance générale de Guyenne. Le roi le récompense en l’élevant à la dignité de maréchal de France, en 1571. Il le nomme également amiral de France et des Mers du Levant, en 1572, après la mort de Gaspard II de Coligny,.
Lieutenant général du roi en Guyenne, il mena la répression contre les Huguenots en 1573. Il se démit en 1578 de sa charge d’amiral au profit de son gendre Charles de Lorraine, duc de Mayenne. Le roi le fit chevalier de l’Ordre du Saint-Esprit le 1er janvier 1579. 

### Mort
Honorat de Savoie meurt au cours de l'année 1580,,. Le site MedLands (Foundation for Medieval Genealogy) donne la date précise du 20 septembre 1580.
Le lieu de mort est quant à lui non attesté précisément. Samuel Guichenon (1660), repris également par des historiens contemporains (Sorrel, 1991 ; Acerra & Martinière, 1997), donne pour lieu Paris. L'historien Jean-Louis Chalmel (1828) indique, pour sa part, que la mort est survenue à Loches. Enfin, la ville de Pressigny-en-Touraine est avancée, notamment par le site MedLands.

### Succession du comté de Tende
En 1572, à la mort de son neveu, Honoré Ier de Savoie, qui n'a pas fait de testament, Honorat de Savoie réclame la succession du comté de Tende et les terres provençales comme détenteur légitime de ces droits,. Sa nièce, Renée de Savoie-Tende, dame d'Urfé, mère d'Anne et Honoré d'Urfé, entend également revendiquer les droits de son frère Honoré Ier,. Des tensions agitent la région et des troupes sont envoyées.
S'opposent alors dans le bourg de Tende, les partisans des deux familles, d'un côté les Urfalini, soutiens de la dame d'Urfé, et les Milliavini, favorables au marquis de Villars,. Les premiers prennent le dessus et la dame d'Urfé bannit les seconds de Tende. Elle semble les avoir poursuivis jusqu'en République de Gênes. Il faut attendre le mois de novembre 1575 et l'intervention du duc de Savoie pour trouver un compromis et mettre fin au conflit. Entre 1574 et 1581, la Maison ducale de Savoie s'approprie le comté de Tende.

## Famille
Honorat de Savoie s'est marié avec Jeanne-Françoise de Foix, fille du comte Alain de Foix-Candale (fils de Gaston II de Foix-Candale) et de Françoise de Montpezat, vicomtesse de Castillon, durant l'année 1540. Ils ont une fille, Henriette de Savoie-Villars. Cette dernière se marie deux fois.

## Armes et devise
Selon Samuel Guichenon, il porte les couleurs de Savoie, De gueules à la croix d'argent, accompagnée de la devise « Dieu pour guide ». Le généalogiste Pierre Jules de Bourrousse de Laffore (1811-1890) indique que ses armes sont bien de Savoie, avec pour brisure « une moucheture d'hermine posée […], sur la branche supérieur de la croix d'argent ».
L'Armorial de l'Ordre du Saint-Esprit du père Anselme donnait quant à lui Écartelé: aux 1 et 4, de gueules, à la croix d'argent (de Savoie); aux 2 et 3, contre-écartelé, a) et d) de gueules, à l'aigle bicéphale éployée d'or, b) et c) de gueules, au chef d'or (Lascaris), mais critiqué notamment par les auteurs précédents.